# Uloborus rufus
Uloborus rufus es una especie de araña araneomorfa del género Uloborus, familia Uloboridae. Fue descrita científicamente por Schmidt & Krause en 1995.
Habita en Cabo Verde.